# Stern (Geometrie)
In der Geometrie versteht man unter einem regelmäßigen Stern ein normalerweise nichtkonvexes regelmäßiges Polygon, dessen Kanten alle gleich lang sind.
Regelmäßige Sterne sind spiegelsymmetrisch und rotationssymmetrisch. Symmetriezentrum ist der Mittelpunkt von Umkreis und Inkreis. Die Winkel, Längen und Flächeninhalte, die die gleiche Lage zum Symmetriezentrum haben, sind daher gleich. Unter anderem sind alle Seitenlängen und alle Innenwinkel gleich.
Die Bezeichnung Stern für ein solches ebenes Polygon wird in der kombinatorischen Geometrie weiter eingeschränkt durch die Bedingung, dass die Geraden, auf denen die Kanten des Sterns liegen, stets durch zwei konvexe äußere Ecken des Sterns verlaufen. Das Polygon wird dann als Sternpolygon bezeichnet. Alternativ wird daher in der kombinatorischen Geometrie das Sternpolygon definiert als ein regelmäßiges (gleichseitiges und gleichwinkliges), überschlagenes nicht-konvexes, ebenes Polygon. Überschlagen bedeutet dabei, dass sich die Seiten innerhalb des Polygons schneiden dürfen. Die Bezeichnung Sternpolygon ist erst im 20. Jahrhundert aufgekommen, als Geometer anfingen Pflasterungen kombinatorisch zu studieren. Die Konstruktion dieser sternförmigen Polygone ist viel älter, zum Beispiel das Pentagramm und das Hexagramm, das auch als Davidstern bekannt ist.
Hiervon zu unterscheiden sind die in der Topologie und Analysis betrachteten Sterngebiete, zu denen auch die konvexen Mengen gehören und die nicht polygonal zu sein brauchen.

## Konstruktion

Konstruktionsbeispiel {p/q}-Stern:
{7/3}-Sternpolygon, Heptagramm

Ein regelmäßiger Stern entsteht, indem man in einem ebenen regelmäßigen {\displaystyle p}-Eck jeden Eckpunkt mit einem nicht benachbarten Eckpunkt durch eine gerade Strecke verbindet und dieses Verfahren fortsetzt, bis der ursprüngliche Eckpunkt wieder erreicht wird. Dazu werden die Ecken mit Indizes durchnummeriert und nur die mit einer geraden Strecke verbunden, deren – fortlaufende – Indizes die Differenz {\displaystyle q} haben (siehe Bild). Der Umkreis wird dabei äquidistant in {\displaystyle p} Kreisbögen unterteilt.
Die so konstruierten regelmäßigen Sterne werden als {\displaystyle \{p/q\}}-Sterne bezeichnet, wobei {\displaystyle \{p/q\}} das Schläfli-Symbol mit  {\displaystyle 2\leq q\leq \left\lfloor {\tfrac {p-1}{2}}\right\rfloor } ist. Sind {\displaystyle p} und {\displaystyle q} teilerfremd, ist der Stern zusammenhängend und lässt sich in einem Zug zeichnen, so wird er auch Sternpolygon genannt. Ansonsten zerfällt er in so viele regelmäßige Polygone, wie der größte gemeinsame Teiler {\displaystyle \operatorname {ggT} (p,q)} angibt. Die Anzahl der Ecken dieser Polygone ist also gleich  {\displaystyle {\tfrac {p}{\operatorname {ggT} (p,q)}}}. Wenn {\displaystyle p} eine Primzahl ist, sind alle {\displaystyle \{p/q\}}-Sterne zusammenhängend. Betrachtet man jeweils die Anzahl der zusammenhängenden Sternpolygone für eine gegebene Anzahl {\displaystyle p} der Ecken, dann erhält man die Folge A055684 in OEIS. Diese Anzahl ist gleich {\displaystyle {\tfrac {\varphi (p)}{2}}-1}. Dabei bezeichnet {\displaystyle \varphi (\ldots )} die Eulersche Phi-Funktion.

## Kenngrößen

### Winkel

Die Diagonalen, die von einer Ecke eines regelmäßigen Polygons ausgehen, bilden gleiche Winkel, die halb so groß wie die Mittelpunktswinkel sind.

Die Innenwinkel im {8/2}-Stern (Achtort) sind gleich 90°.

Die Innenwinkel im {8/3}-Stern (Achterstern) sind gleich 45°.

Die Ecken eines regelmäßigen Sterns liegen und konzyklisch auf einem gemeinsamen Kreis. Ein regelmäßiger Stern besitzt so einen Umkreis mit Umkreisradius {\displaystyle r_{u}}. Zudem liegen die Ecken äquidistant auf dem Kreis, das heißt, nebeneinander liegende Ecken erscheinen unter dem gleichen Mittelpunktswinkel
{\displaystyle \mu ={\frac {1}{p}}\cdot 360^{\circ }={\frac {2\pi }{p}}}
Daher hat ein solcher Stern auch einen Inkreis mit Inkreisradius {\displaystyle r_{i}}. Der Inkreis berührt die Seiten in den Seitenmittelpunkten. Der Inkreismittelpunkt stimmt mit dem Umkreismittelpunkt überein.
Verbindet man die benachbarten Ecken des regelmäßigen Sterns, dann erhält man ein regelmäßiges {\displaystyle p}-Eck. Die Diagonalen, die von einer Ecke dieses Polygons ausgehen, bilden gleiche Winkel, die halb so groß sind wie die Mittelpunktswinkel und jeweils {\displaystyle {\frac {\pi }{p}}} betragen.
Das kann man einsehen, indem man die gleichschenkligen Dreiecke betrachtet, die aus einer der Diagonalen und zwei Umkreisradien gebildet werden. Eine andere Möglichkeit ist es, die Diagonalen um den Winkel {\displaystyle {\frac {2\pi }{p}}} mit dem Mittelpunkt als Drehzentrum zu drehen oder den Kreiswinkelsatz für den Umkreis anzuwenden.
Zwischen zwei benachbarten Seiten des Sterns verlaufen Diagonalen, die den Innenwinkel in {\displaystyle p-2q} gleiche Winkel der Größe {\displaystyle {\frac {\pi }{p}}} teilen. Daraus folgt, dass die Innenwinkel des regelmäßigen {\displaystyle \{p/q\}}-Sterns alle gleich
{\displaystyle \alpha =(p-2q)\cdot {\frac {\pi }{p}}=\pi -{\frac {2q\pi }{p}}}
sind.
Die Seiten des Sterns bilden Schnittpunkte. Jede Seite des Sterns wird von {\displaystyle 2q-2} anderen Seiten geschnitten, denn {\displaystyle q-1} Ecken liegen auf dem kürzeren Kreisbogen über der Seite und in jeder der {\displaystyle q-1} Ecken treffen 2 andere Seite zusammen, die diese Ecke jeweils mit einer Ecke auf dem längeren Kreisbogen über der betrachteten Seite verbinden. Jede Seite bildet mit den anderen Seiten die Schnittwinkel {\displaystyle {\frac {2m\pi }{p}}} und {\displaystyle \pi -{\frac {2m\pi }{p}}}, wobei {\displaystyle 0<m<q} ist. Jeder Schnittpunkt gehört zu 2 Seiten, also ergeben sich insgesamt {\displaystyle {\tfrac {1}{2}}\cdot p(2q-2)=p(q-1)} Schnittpunkte. Jeder dieser Schnittwinkel kommt {\displaystyle 2p}-mal vor, weil jeder Schnittwinkel für jede Seite aus 2 Gegenwinkeln besteht.
Für die Winkel in regelmäßigen Sternen ergeben sich beispielsweise folgende Werte:
| Stern        | Mittelpunktswinkel {\displaystyle \mu }          | Mittelpunktswinkel {\displaystyle \mu } | Innenwinkel {\displaystyle \alpha }                 | Innenwinkel {\displaystyle \alpha }      | Schnittwinkel |
| Stern        | Gradmaß                                          | Bogenmaß                                | Gradmaß                                             | Bogenmaß                                 | Gradmaß |
| ------------ | ------------------------------------------------ | --------------------------------------- | --------------------------------------------------- | ---------------------------------------- | --- |
| {p/q}-Stern  | {\displaystyle {\frac {1}{p}}\cdot 360^{\circ }} | {\displaystyle {\frac {2\pi }{p}}}      | {\displaystyle {\frac {p-2q}{p}}\cdot 180^{\circ }} | {\displaystyle \pi -{\frac {2q\pi }{p}}} | {\displaystyle {\frac {2m}{p}}\cdot 180^{\circ },{\frac {p-2m}{p}}\cdot 180^{\circ }}                              |
| {5/2}-Stern  | {\displaystyle 72^{\circ }}                      | {\displaystyle {\tfrac {2}{5}}\pi }     | {\displaystyle 36^{\circ }}                         | {\displaystyle {\tfrac {1}{5}}\pi }      | {\displaystyle 72^{\circ },144^{\circ }}                                                                           |
| {6/2}-Stern  | {\displaystyle 60^{\circ }}                      | {\displaystyle {\tfrac {1}{3}}\pi }     | {\displaystyle 60^{\circ }}                         | {\displaystyle {\tfrac {1}{3}}\pi }      | {\displaystyle 60^{\circ },120^{\circ }}                                                                           |
| {8/2}-Stern  | {\displaystyle 45^{\circ }}                      | {\displaystyle {\tfrac {1}{4}}\pi }     | {\displaystyle 90^{\circ }}                         | {\displaystyle {\tfrac {1}{2}}\pi }      | {\displaystyle 45^{\circ },135^{\circ }}                                                                           |
| {8/3}-Stern  | {\displaystyle 45^{\circ }}                      | {\displaystyle {\tfrac {1}{4}}\pi }     | {\displaystyle 45^{\circ }}                         | {\displaystyle {\tfrac {1}{4}}\pi }      | {\displaystyle 90^{\circ },45^{\circ },135^{\circ },90^{\circ }}                                                   |
| {10/2}-Stern | {\displaystyle 36^{\circ }}                      | {\displaystyle {\tfrac {1}{5}}\pi }     | {\displaystyle 108^{\circ }}                        | {\displaystyle {\tfrac {3}{5}}\pi }      | {\displaystyle 36^{\circ },144^{\circ }}                                                                           |
| {10/3}-Stern | {\displaystyle 36^{\circ }}                      | {\displaystyle {\tfrac {1}{5}}\pi }     | {\displaystyle 72^{\circ }}                         | {\displaystyle {\tfrac {2}{5}}\pi }      | {\displaystyle 72^{\circ },36^{\circ },144^{\circ },108^{\circ }}                                                  |
| {10/4}-Stern | {\displaystyle 36^{\circ }}                      | {\displaystyle {\tfrac {1}{5}}\pi }     | {\displaystyle 36^{\circ }}                         | {\displaystyle {\tfrac {1}{5}}\pi }      | {\displaystyle 108^{\circ },72^{\circ },36^{\circ },144^{\circ },108^{\circ },72^{\circ }}                         |
| {12/2}-Stern | {\displaystyle 30^{\circ }}                      | {\displaystyle {\tfrac {1}{6}}\pi }     | {\displaystyle 120^{\circ }}                        | {\displaystyle {\tfrac {2}{3}}\pi }      | {\displaystyle 30^{\circ },150^{\circ }}                                                                           |
| {12/3}-Stern | {\displaystyle 30^{\circ }}                      | {\displaystyle {\tfrac {1}{6}}\pi }     | {\displaystyle 90^{\circ }}                         | {\displaystyle {\tfrac {1}{2}}\pi }      | {\displaystyle 60^{\circ },30^{\circ },150^{\circ },120^{\circ }}                                                  |
| {12/4}-Stern | {\displaystyle 30^{\circ }}                      | {\displaystyle {\tfrac {1}{6}}\pi }     | {\displaystyle 60^{\circ }}                         | {\displaystyle {\tfrac {1}{3}}\pi }      | {\displaystyle 90^{\circ },60^{\circ },30^{\circ },150^{\circ },120^{\circ },90^{\circ }}                          |
| {12/5}-Stern | {\displaystyle 30^{\circ }}                      | {\displaystyle {\tfrac {1}{6}}\pi }     | {\displaystyle 30^{\circ }}                         | {\displaystyle {\tfrac {1}{6}}\pi }      | {\displaystyle 120^{\circ },90^{\circ },60^{\circ },30^{\circ },150^{\circ },120^{\circ },90^{\circ },60^{\circ }} |

### Längen
Die wichtigsten Kenngrößen regelmäßiger Sterne können mit Hilfe des Bestimmungsdreiecks, das von dem Mittelpunkt und zwei benachbarten Ecken des Polygons gebildet wird, ermittelt werden. Das Bestimmungsdreieck ist gleichschenklig mit dem Spitzenwinkel {\displaystyle q\mu }, den Basiswinkeln {\displaystyle {\tfrac {\alpha }{2}}}, den Schenkeln {\displaystyle r_{u}}, der Basis {\displaystyle a} und der Höhe {\displaystyle r_{i}}. Wird das Bestimmungsdreieck entlang der Höhe (dem Apothema) in zwei rechtwinklige Dreiecke unterteilt, ergeben sich mit dem oben angegebenen Mittelpunktswinkel und den trigonometrischen Funktionen (Sinus und Kosinus, Tangens und Kotangens sowie Sekans und Kosekans) die folgenden Beziehungen zwischen der Seitenlänge {\displaystyle a}, dem
Umkreisradius {\displaystyle r_{u}} und dem Inkreisradius {\displaystyle r_{i}}:
{\displaystyle a=2\,r_{u}\cdot \sin \left({\frac {q\pi }{p}}\right)=2\,r_{i}\cdot \tan \left({\frac {q\pi }{p}}\right)}
{\displaystyle r_{u}={\frac {a}{2}}\cdot \csc \left({\frac {q\pi }{p}}\right)=r_{i}\cdot \sec \left({\frac {q\pi }{p}}\right)}
{\displaystyle r_{i}={\frac {a}{2}}\cdot \cot \left({\frac {q\pi }{p}}\right)=r_{u}\cdot \cos \left({\frac {q\pi }{p}}\right)}
Haben {\displaystyle p} und {\displaystyle q} einen gemeinsamen Teiler {\displaystyle m}, dann ergeben sich für einen regelmäßigen {\displaystyle \{p/q\}}-Stern dieselben Längenverhältnisse zwischen {\displaystyle a}, {\displaystyle r_{u}} und {\displaystyle r_{i}} wie für einen regelmäßigen {\displaystyle \{{\tfrac {p}{m}}/{\tfrac {q}{m}}\}}-Stern.
Für manche Werte von {\displaystyle p} lassen sich explizite Formeln für die Funktionswerte der trigonometrischen Funktionen (siehe Formelsammlung Trigonometrie) und damit für die Längen in den regelmäßigen Sternen angeben, zum Beispiel:
| Stern        | Seitenlänge {\displaystyle a} gegeben                                       | Seitenlänge {\displaystyle a} gegeben                                                      | Umkreisradius {\displaystyle r_{u}} gegeben                                    | Umkreisradius {\displaystyle r_{u}} gegeben                                                   | Inkreisradius {\displaystyle r_{i}} gegeben                                      | Inkreisradius {\displaystyle r_{i}} gegeben                                      |
| Stern        | Umkreisradius                                                               | Inkreisradius                                                                              | Seitenlänge                                                                    | Inkreisradius                                                                                 | Seitenlänge                                                                      | Umkreisradius                                                                    |
| ------------ | --------------------------------------------------------------------------- | ------------------------------------------------------------------------------------------ | ------------------------------------------------------------------------------ | --------------------------------------------------------------------------------------------- | -------------------------------------------------------------------------------- | -------------------------------------------------------------------------------- |
| {p/q}-Stern  | {\displaystyle {\frac {a}{2}}\cdot \csc \left({\frac {q\pi }{p}}\right)}    | {\displaystyle {\frac {a}{2}}\cdot \cot \left({\frac {q\pi }{p}}\right)}                   | {\displaystyle 2\,r_{u}\cdot \sin \left({\frac {q\pi }{p}}\right)}             | {\displaystyle r_{u}\cdot \cos \left({\frac {q\pi }{p}}\right)}                               | {\displaystyle 2\,r_{i}\cdot \tan \left({\frac {q\pi }{p}}\right)}               | {\displaystyle r_{i}\cdot \sec \left({\frac {q\pi }{p}}\right)}                  |
| {5/2}-Stern  | {\displaystyle a\cdot {\sqrt {{\tfrac {1}{10}}\left(5-{\sqrt {5}}\right)}}} | {\displaystyle a\cdot {\tfrac {1}{2}}{\sqrt {{\tfrac {1}{5}}\left(5-2{\sqrt {5}}\right)}}} | {\displaystyle r_{u}\cdot {\sqrt {{\tfrac {1}{2}}\left(5+{\sqrt {5}}\right)}}} | {\displaystyle r_{u}\cdot {\tfrac {1}{4}}\left({\sqrt {5}}-1\right)}                          | {\displaystyle r_{i}\cdot 2{\sqrt {5+2{\sqrt {5}}}}}                             | {\displaystyle r_{i}\cdot \left(1+{\sqrt {5}}\right)}                            |
| {6/2}-Stern  | {\displaystyle a\cdot {\tfrac {1}{3}}{\sqrt {3}}}                           | {\displaystyle a\cdot {\tfrac {1}{6}}{\sqrt {3}}}                                          | {\displaystyle r_{u}\cdot {\sqrt {3}}}                                         | {\displaystyle r_{u}\cdot {\tfrac {1}{2}}}                                                    | {\displaystyle r_{i}\cdot 2{\sqrt {3}}}                                          | {\displaystyle r_{i}\cdot 2}                                                     |
| {8/2}-Stern  | {\displaystyle a\cdot {\tfrac {1}{2}}{\sqrt {2}}}                           | {\displaystyle a\cdot {\tfrac {1}{2}}}                                                     | {\displaystyle r_{u}\cdot {\sqrt {2}}}                                         | {\displaystyle r_{u}\cdot {\tfrac {1}{2}}{\sqrt {2}}}                                         | {\displaystyle r_{i}\cdot 2}                                                     | {\displaystyle r_{i}\cdot {\sqrt {2}}}                                           |
| {8/3}-Stern  | {\displaystyle a\cdot {\sqrt {{\tfrac {1}{2}}\left(2-{\sqrt {2}}\right)}}}  | {\displaystyle a\cdot {\tfrac {1}{2}}\left({\sqrt {2}}-1\right)}                           | {\displaystyle r_{u}\cdot {\sqrt {2+{\sqrt {2}}}}}                             | {\displaystyle r_{u}\cdot {\tfrac {1}{2}}{\sqrt {2-{\sqrt {2}}}}}                             | {\displaystyle r_{i}\cdot \left(2+2{\sqrt {2}}\right)}                           | {\displaystyle r_{i}\cdot {\sqrt {4+2{\sqrt {2}}}}}                              |
| {10/2}-Stern | {\displaystyle a\cdot {\sqrt {{\tfrac {1}{10}}\left(5+{\sqrt {5}}\right)}}} | {\displaystyle a\cdot {\tfrac {1}{2}}{\sqrt {{\tfrac {1}{5}}\left(5+2{\sqrt {5}}\right)}}} | {\displaystyle r_{u}\cdot {\sqrt {{\tfrac {1}{2}}\left(5-{\sqrt {5}}\right)}}} | {\displaystyle r_{u}\cdot {\tfrac {1}{4}}\left(1+{\sqrt {5}}\right)}                          | {\displaystyle r_{i}\cdot 2{\sqrt {5-2{\sqrt {5}}}}}                             | {\displaystyle r_{i}\cdot \left({\sqrt {5}}-1\right)}                            |
| {10/3}-Stern | {\displaystyle a\cdot {\tfrac {1}{2}}\left({\sqrt {5}}-1\right)}            | {\displaystyle a\cdot {\tfrac {1}{2}}{\sqrt {5-2{\sqrt {5}}}}}                             | {\displaystyle r_{u}\cdot {\tfrac {1}{2}}\left(1+{\sqrt {5}}\right)}           | {\displaystyle r_{u}\cdot {\tfrac {1}{2}}{\sqrt {{\tfrac {1}{2}}\left(5-{\sqrt {5}}\right)}}} | {\displaystyle r_{i}\cdot 2{\sqrt {{\tfrac {1}{5}}\left(5+2{\sqrt {5}}\right)}}} | {\displaystyle r_{i}\cdot 2{\sqrt {{\tfrac {1}{10}}\left(5+{\sqrt {5}}\right)}}} |
| {10/4}-Stern | {\displaystyle a\cdot {\sqrt {{\tfrac {1}{10}}\left(5-{\sqrt {5}}\right)}}} | {\displaystyle a\cdot {\tfrac {1}{2}}{\sqrt {{\tfrac {1}{5}}\left(5-2{\sqrt {5}}\right)}}} | {\displaystyle r_{u}\cdot {\sqrt {{\tfrac {1}{2}}\left(5+{\sqrt {5}}\right)}}} | {\displaystyle r_{u}\cdot {\tfrac {1}{4}}\left({\sqrt {5}}-1\right)}                          | {\displaystyle r_{i}\cdot 2{\sqrt {5+2{\sqrt {5}}}}}                             | {\displaystyle r_{i}\cdot \left(1+{\sqrt {5}}\right)}                            |
| {12/2}-Stern | {\displaystyle a\cdot 1}                                                    | {\displaystyle a\cdot {\tfrac {1}{2}}{\sqrt {3}}}                                          | {\displaystyle r_{u}\cdot 1}                                                   | {\displaystyle r_{u}\cdot {\tfrac {1}{2}}{\sqrt {3}}}                                         | {\displaystyle r_{i}\cdot {\tfrac {2}{3}}{\sqrt {3}}}                            | {\displaystyle r_{i}\cdot {\tfrac {2}{3}}{\sqrt {3}}}                            |
| {12/3}-Stern | {\displaystyle a\cdot {\tfrac {1}{2}}{\sqrt {2}}}                           | {\displaystyle a\cdot {\tfrac {1}{2}}}                                                     | {\displaystyle r_{u}\cdot {\sqrt {2}}}                                         | {\displaystyle r_{u}\cdot {\tfrac {1}{2}}{\sqrt {2}}}                                         | {\displaystyle r_{i}\cdot 2}                                                     | {\displaystyle r_{i}\cdot {\sqrt {2}}}                                           |
| {12/4}-Stern | {\displaystyle a\cdot {\tfrac {1}{3}}{\sqrt {3}}}                           | {\displaystyle a\cdot {\tfrac {1}{6}}{\sqrt {3}}}                                          | {\displaystyle r_{u}\cdot {\sqrt {3}}}                                         | {\displaystyle r_{u}\cdot {\tfrac {1}{2}}}                                                    | {\displaystyle r_{i}\cdot 2{\sqrt {3}}}                                          | {\displaystyle r_{i}\cdot 2}                                                     |
| {12/5}-Stern | {\displaystyle a\cdot {\tfrac {1}{2}}\left({\sqrt {6}}-{\sqrt {2}}\right)}  | {\displaystyle a\cdot {\tfrac {1}{2}}\left(2-{\sqrt {3}}\right)}                           | {\displaystyle r_{u}\cdot {\tfrac {1}{2}}\left({\sqrt {6}}+{\sqrt {2}}\right)} | {\displaystyle r_{u}\cdot {\tfrac {1}{4}}\left({\sqrt {6}}-{\sqrt {2}}\right)}                | {\displaystyle r_{i}\cdot \left(4+2{\sqrt {3}}\right)}                           | {\displaystyle r_{i}\cdot \left({\sqrt {6}}+{\sqrt {2}}\right)}                  |

### Seitenabschnitte
Jede der {\displaystyle p} Seiten wird von {\displaystyle 2q-2} anderen Seiten geschnitten und in {\displaystyle 2q-1} Abschnitte geteilt. Die Länge dieser Abschnitte kann wie folgt bestimmt werden:
Die Strecke vom Mittelpunkt einer Seite bis zu einem Schnittpunkt oder dem Endpunkt der Seite bildet zusammen mit einem Inkreisradius und der Verbindungsstrecke von Inkreismittelpunkt und dem Schnittpunkt oder dem Endpunkt jeweils ein rechtwinkliges Dreieck. Diese Punkte seien ausgehend vom Mittelpunkt mit {\displaystyle S_{1},S_{2},S_{3},\ldots ,S_{q}} bezeichnet. Die Strecke vom Mittelpunkt einer Seite bis zu einem Schnittpunkt oder Endpunkt {\displaystyle S_{m}} liegt im rechtwinkligen Dreieck dem Winkel {\displaystyle {\frac {m\pi }{p}}} gegenüber, wobei {\displaystyle 0<m\leq q} ist. Das folgt aus der Betrachtung der halbierten Mittelpunktswinkel. Daraus ergibt sich für die Länge {\displaystyle a_{m}} dieser Strecke:
{\displaystyle a_{m}=r_{i}\cdot \tan \left({\frac {m\pi }{p}}\right)=r_{u}\cdot \cos \left({\frac {q\pi }{p}}\right)\cdot \tan \left({\frac {m\pi }{p}}\right)}
Die Länge {\displaystyle s_{m}} des Abschnitts zwischen den Punkten {\displaystyle S_{m-1}} und {\displaystyle S_{m}} ist dann gleich
{\displaystyle s_{m}=a_{m}-a_{m-1}=r_{u}\cdot \cos \left({\frac {q\pi }{p}}\right)\cdot \tan \left({\frac {m\pi }{p}}\right)-r_{u}\cdot \cos \left({\frac {q\pi }{p}}\right)\cdot \tan \left({\frac {(m-1)\pi }{p}}\right)=r_{u}\cdot \cos \left({\frac {q\pi }{p}}\right)\cdot \left(\tan \left({\frac {m\pi }{p}}\right)-\tan \left({\frac {(m-1)\pi }{p}}\right)\right)}
Nach dem Satz des Pythagoras ist der Abstand zwischen dem Punkt {\displaystyle S_{m}} und dem Mittelpunkt des Sterns gleich
{\displaystyle r_{m}={\sqrt {r_{i}^{2}+a_{m}^{2}}}={\sqrt {r_{i}^{2}+\left(r_{i}\cdot \tan \left({\frac {m\pi }{p}}\right)\right)^{2}}}=r_{i}\cdot {\sqrt {1+\tan ^{2}\left({\frac {m\pi }{p}}\right)}}={\frac {r_{i}}{\cos \left({\frac {m\pi }{p}}\right)}}=r_{i}\cdot \sec \left({\frac {m\pi }{p}}\right)=r_{u}\cdot \cos \left({\frac {q\pi }{p}}\right)\cdot \sec \left({\frac {m\pi }{p}}\right)}
Dabei wurde die Beziehung zwischen Tangens und Sekans verwendet (siehe Trigonometrische Funktion - Beziehungen zwischen den Funktionen). Weil der regelmäßige Stern spiegelsymmetrisch und rotationssymmetrisch ist, ist dieser Abstand für alle Seiten jeweils gleich. Daher liegen die Punkte {\displaystyle S_{m}} für gegebenes {\displaystyle m} mit {\displaystyle 0<m\leq q} auf einem Kreis mit dem Radius {\displaystyle r_{m}}.
Bei gegebenem Umkreisradius {\displaystyle r_{u}=1} ergeben sich folgende Werte für die Längen {\displaystyle a_{m}} der Strecken, die Längen {\displaystyle s_{m}} der Abschnitte und die Radien {\displaystyle r_{m}}:
| Stern       | Längen {\displaystyle a_{m}} der Strecken                                                                 | Längen {\displaystyle a_{m}} der Strecken                                                                 | Längen {\displaystyle a_{m}} der Strecken                                                                 | Längen {\displaystyle s_{m}} der Abschnitte | Längen {\displaystyle s_{m}} der Abschnitte | Längen {\displaystyle s_{m}} der Abschnitte | Radien {\displaystyle r_{m}}                                                                              | Radien {\displaystyle r_{m}}                                                                              | Radien {\displaystyle r_{m}}                                                                              |
| ----------- | --- | --- | --- | --- | --- | --- | --- | --- | --- |
| {p/q}-Stern | {\displaystyle r_{u}\cdot \cos \left({\frac {q\pi }{p}}\right)\cdot \tan \left({\frac {m\pi }{p}}\right)} | {\displaystyle r_{u}\cdot \cos \left({\frac {q\pi }{p}}\right)\cdot \tan \left({\frac {m\pi }{p}}\right)} | {\displaystyle r_{u}\cdot \cos \left({\frac {q\pi }{p}}\right)\cdot \tan \left({\frac {m\pi }{p}}\right)} | {\displaystyle r_{u}\cdot \cos \left({\frac {q\pi }{p}}\right)\cdot \left(\tan \left({\frac {m\pi }{p}}\right)-\tan \left({\frac {(m-1)\pi }{p}}\right)\right)} | {\displaystyle r_{u}\cdot \cos \left({\frac {q\pi }{p}}\right)\cdot \left(\tan \left({\frac {m\pi }{p}}\right)-\tan \left({\frac {(m-1)\pi }{p}}\right)\right)} | {\displaystyle r_{u}\cdot \cos \left({\frac {q\pi }{p}}\right)\cdot \left(\tan \left({\frac {m\pi }{p}}\right)-\tan \left({\frac {(m-1)\pi }{p}}\right)\right)} | {\displaystyle r_{u}\cdot \cos \left({\frac {q\pi }{p}}\right)\cdot \sec \left({\frac {m\pi }{p}}\right)} | {\displaystyle r_{u}\cdot \cos \left({\frac {q\pi }{p}}\right)\cdot \sec \left({\frac {m\pi }{p}}\right)} | {\displaystyle r_{u}\cdot \cos \left({\frac {q\pi }{p}}\right)\cdot \sec \left({\frac {m\pi }{p}}\right)} |
|             | {\displaystyle a_{1}}                                                                                     | {\displaystyle a_{2}}                                                                                     | {\displaystyle a_{3}}                                                                                     | {\displaystyle s_{1}} | {\displaystyle s_{2}} | {\displaystyle s_{3}} | {\displaystyle r_{1}}                                                                                     | {\displaystyle r_{2}}                                                                                     | {\displaystyle r_{3}}                                                                                     |
| {5/2}-Stern | 0,224513988                                                                                               | 0,951056516                                                                                               | | 0,224513988 | 0,726542528 | | 0,381966011                                                                                               | 1,000000000                                                                                               | |
| {6/2}-Stern | 0,288675135                                                                                               | 0,866025404                                                                                               | 0,288675135                                                                                               | 0,577350269 | 0,577350269 | 1,000000000 | | | |
| {7/2}-Stern | 0,300256864                                                                                               | 0,781831482                                                                                               | 0,300256864                                                                                               | 0,481574619 | 0,692021472 | 1,000000000 | | | |
| {7/3}-Stern | 0,107160434                                                                                               | 0,279032425                                                                                               | 0,974927912                                                                                               | 0,107160434 | 0,171871992 | 0,695895487 | 0,246979604                                                                                               | 0,356895868                                                                                               | 1,000000000                                                                                               |
| {8/2}-Stern | 0,292893219                                                                                               | 0,707106781                                                                                               | | 0,292893219 | 0,414213562 | | 0,765366865                                                                                               | 1,000000000                                                                                               | |
| {8/3}-Stern | 0,158512668                                                                                               | 0,382683432                                                                                               | 0,923879533                                                                                               | 0,158512668 | 0,224170765 | 0,541196100 | 0,414213562                                                                                               | 0,541196100                                                                                               | 1,000000000                                                                                               |

### Umfang und Flächeninhalt
Der Umfang eines regelmäßigen Sterns besteht aus den jeweils zwei äußeren Abschnitte aller Seiten. Das sind die einzigen Abschnitte, die nicht im Innern des Sterns liegen. Es gibt {\displaystyle 2p} solche Abschnitte mit der Länge {\displaystyle s_{q}}. Daraus ergibt sich der Umfang:
{\displaystyle U=2\,p\,s_{q}=2\,p\,r_{u}\cdot \cos \left({\frac {q\pi }{p}}\right)\cdot \left(\tan \left({\frac {q\pi }{p}}\right)-\tan \left({\frac {(q-1)\pi }{p}}\right)\right)}
Der Flächeninhalt, den der regelmäßige Stern überdeckt, ergibt sich aus der Differenz des Flächeninhalts des regelmäßigen Polygons, das durch Verbinden der benachbarten Ecken entsteht, und dem Flächeninhalt der {\displaystyle p} gleichschenkligen Dreiecke, die jeweils aus einer Seite des äußeren regelmäßigen {\displaystyle p}-Ecks und zwei äußeren Abschnitten der Seiten des Sterns gebildet werden. Das äußere regelmäßige {\displaystyle p}-Eck hat die Seitenlänge {\displaystyle 2\,r_{u}\cdot \sin \left({\frac {\pi }{p}}\right)} und den Flächeninhalt {\displaystyle {\frac {p\,r_{u}^{2}}{2}}\cdot \sin \left({\frac {2\pi }{p}}\right)=p\,r_{u}^{2}\cdot \sin \left({\frac {\pi }{p}}\right)\cdot \cos \left({\frac {\pi }{p}}\right)}.
Die gleichschenkligen Dreiecke haben eine Grundseite der Länge {\displaystyle 2\,r_{u}\cdot \sin \left({\frac {\pi }{p}}\right)}, die Basiswinkel {\displaystyle {\frac {(q-1)\pi }{p}}}, die Höhe {\displaystyle r_{u}\cdot \sin \left({\frac {\pi }{p}}\right)\cdot \tan \left({\frac {(q-1)\pi }{p}}\right)} und den Flächeninhalt {\displaystyle r_{u}^{2}\cdot \sin ^{2}\left({\frac {\pi }{p}}\right)\cdot \tan \left({\frac {(q-1)\pi }{p}}\right)}. Daraus ergibt sich der Flächeninhalt des regelmäßigen Sterns:
{\displaystyle A=p\,r_{u}^{2}\cdot \sin \left({\frac {\pi }{p}}\right)\cdot \cos \left({\frac {\pi }{p}}\right)-p\,r_{u}^{2}\cdot \sin ^{2}\left({\frac {\pi }{p}}\right)\cdot \tan \left({\frac {(q-1)\pi }{p}}\right)=p\,r_{u}^{2}\cdot \sin \left({\frac {\pi }{p}}\right)\cdot \left(\cos \left({\frac {\pi }{p}}\right)-\sin \left({\frac {\pi }{p}}\right)\cdot \tan \left({\frac {(q-1)\pi }{p}}\right)\right)}
Die inneren Abschnitte aller Seiten des Sterns bilden zusammen den Rand eines regelmäßigen Polygons, das sich im Innern des Sterns befindet. Das innere regelmäßige {\displaystyle p}-Eck hat die Seitenlänge {\displaystyle a_{1}=2\,r_{u}\cdot \cos \left({\frac {q\pi }{p}}\right)\cdot \tan \left({\frac {\pi }{p}}\right)} und den Flächeninhalt {\displaystyle {\frac {p\,a_{1}^{2}}{4}}\cdot \cot \left({\frac {\pi }{p}}\right)={\frac {p}{4}}\cdot \left(4\,r_{u}\cdot \cos \left({\frac {q\pi }{p}}\right)\cdot \tan \left({\frac {\pi }{p}}\right)\right)^{2}\cdot \cot \left({\frac {\pi }{p}}\right)=p\,r_{u}^{2}\cdot \cos ^{2}\left({\frac {q\pi }{p}}\right)\cdot \tan \left({\frac {\pi }{p}}\right)}.
Bei gegebenem Umkreisradius {\displaystyle r_{u}=1} ergeben sich folgende Werte für den Umfang und die Flächeninhalte:
| Stern       | Umfang | Flächeninhalt | Flächeninhalt des äußeren regelmäßigen {\displaystyle p}-Ecks                                                  | Flächeninhalt des inneren regelmäßigen {\displaystyle p}-Ecks                                                       |
| ----------- | --- | --- | --- | --- |
| {p/q}-Stern | {\displaystyle 2\,p\,r_{u}\cdot \cos \left({\frac {q\pi }{p}}\right)\cdot \left(\tan \left({\frac {q\pi }{p}}\right)-\tan \left({\frac {(q-1)\pi }{p}}\right)\right)} | {\displaystyle p\,r_{u}^{2}\cdot \sin \left({\frac {\pi }{p}}\right)\cdot \left(\cos \left({\frac {\pi }{p}}\right)-\sin \left({\frac {\pi }{p}}\right)\cdot \tan \left({\frac {(q-1)\pi }{p}}\right)\right)} | {\displaystyle p\,r_{u}^{2}\cdot \sin \left({\frac {\pi }{p}}\right)\cdot \cos \left({\frac {\pi }{p}}\right)} | {\displaystyle p\,r_{u}^{2}\cdot \cos ^{2}\left({\frac {q\pi }{p}}\right)\cdot \tan \left({\frac {\pi }{p}}\right)} |
| {5/2}-Stern | 7,265425280 | 1,122569941 | 2,377641291 | 0,346893189 |
| {6/2}-Stern | 6,928203230 | 1,732050808 | 2,598076211 | 0,866025404 |
| {7/2}-Stern | 6,742044663 | 2,101798046 | 2,736410189 | 1,310449647 |
| {7/3}-Stern | 9,742536814 | 1,083959195 | 2,736410189 | 0,166918079 |
| {8/2}-Stern | 6,627416998 | 2,343145751 | 2,828427125 | 1,656854249 |
| {8/3}-Stern | 8,659137602 | 1,656854249 | 2,828427125 | 0,485281374 |

### Teilflächen
Die Seiten eines regelmäßigen {\displaystyle \{p/q\}}-Sterns zerlegen seine Fläche in Teilflächen, nämlich ein inneres regelmäßiges {\displaystyle p}-Eck, {\displaystyle p} gleichschenklige Dreiecke und {\displaystyle p(q-2)} Drachenvierecke, also Vierecke mit einer diagonalen Symmetrieachse. Das kann man erkennen, wenn man die Abschnitte aller Seiten des Sterns – ausgehend vom Mittelpunkt der Seiten – Schritt für Schritt hinzufügt. Jeweils zwei innere Abschnitte der Länge {\displaystyle s_{1}} bilden die Seiten des inneren regelmäßigen Polygons. Zusammen mit den nächsten Abschnitten der Länge {\displaystyle s_{2}} bilden sie die Seiten der kongruenten gleichschenkligen Dreiecke. Diese gleichschenkligen Dreiecke haben also die Seitenlängen {\displaystyle 2s_{1}}, {\displaystyle s_{2}} und {\displaystyle s_{2}}. Jeweils zwei aufeinander folgende Abschnitte der Längen {\displaystyle s_{m-1}} und {\displaystyle s_{m}} bilden die Seiten von {\displaystyle p} kongruenten Drachenvierecken. Diese Drachenvierecke haben also jeweils zwei benachbarte Seiten der Längen {\displaystyle s_{m-1}} und {\displaystyle s_{m}}.
Betrachtet man die Seitenabschnitte eines regelmäßigen {\displaystyle \{p/q\}}-Sterns, dann erkennt man, dass die inneren {\displaystyle 2m} Abschnitte aller Seiten einen regelmäßigen {\displaystyle \{p/m\}}-Stern bilden. Für {\displaystyle m=1} ergibt sich das innere regelmäßige {\displaystyle p}-Eck. Dieser regelmäßige {\displaystyle \{p/m\}}-Stern hat die Seitenlänge {\displaystyle 2s_{1}+2s_{2}+2s_{3}+\ldots +2s_{m}=2a_{m}} und den Umkreisradius {\displaystyle r_{m}}. Daraus ergibt sich wegen {\displaystyle r_{m}=r_{u}\cdot \cos \left({\frac {q\pi }{p}}\right)\cdot \sec \left({\frac {m\pi }{p}}\right)} (siehe Seitenabschnitte) der Flächeninhalt:
{\displaystyle {\begin{aligned}&\,p\,r_{m}^{2}\cdot \sin \left({\frac {\pi }{p}}\right)\cdot \left(\cos \left({\frac {\pi }{p}}\right)-\sin \left({\frac {\pi }{p}}\right)\cdot \tan \left({\frac {(m-1)\pi }{p}}\right)\right)\\=&\,p\,\left(r_{u}\cdot \cos \left({\frac {q\pi }{p}}\right)\cdot \sec \left({\frac {m\pi }{p}}\right)\right)^{2}\cdot \sin \left({\frac {\pi }{p}}\right)\cdot \left(\cos \left({\frac {\pi }{p}}\right)-\sin \left({\frac {\pi }{p}}\right)\cdot \tan \left({\frac {(m-1)\pi }{p}}\right)\right)\\=&\,p\,r_{u}^{2}\cdot \cos ^{2}\left({\frac {q\pi }{p}}\right)\cdot \sin \left({\frac {\pi }{p}}\right)\cdot {\frac {1}{\cos ^{2}\left({\frac {m\pi }{p}}\right)}}\cdot \left(\cos \left({\frac {\pi }{p}}\right)-\sin \left({\frac {\pi }{p}}\right)\cdot \tan \left({\frac {(m-1)\pi }{p}}\right)\right)\\=&\,p\,r_{u}^{2}\cdot \cos ^{2}\left({\frac {q\pi }{p}}\right)\cdot \sin \left({\frac {\pi }{p}}\right)\cdot {\frac {\cos \left({\frac {\pi }{p}}\right)-\sin \left({\frac {\pi }{p}}\right)\cdot \tan \left({\frac {(m-1)\pi }{p}}\right)}{\cos \left({\frac {\pi }{p}}+{\frac {(m-1)\pi }{p}}\right)\cdot \cos \left({\frac {m\pi }{p}}\right)}}\\=&\,p\,r_{u}^{2}\cdot \cos ^{2}\left({\frac {q\pi }{p}}\right)\cdot \sin \left({\frac {\pi }{p}}\right)\cdot {\frac {\cos \left({\frac {\pi }{p}}\right)-\sin \left({\frac {\pi }{p}}\right)\cdot \tan \left({\frac {(m-1)\pi }{p}}\right)}{\left(\cos \left({\frac {\pi }{p}}\right)\cdot \cos \left({\frac {(m-1)\pi }{p}}\right)-\sin \left({\frac {\pi }{p}}\right)\cdot \sin \left({\frac {(m-1)\pi }{p}}\right)\right)\cdot \cos \left({\frac {m\pi }{p}}\right)}}\\=&\,p\,r_{u}^{2}\cdot \cos ^{2}\left({\frac {q\pi }{p}}\right)\cdot \sin \left({\frac {\pi }{p}}\right)\cdot {\frac {\cos \left({\frac {\pi }{p}}\right)-\sin \left({\frac {\pi }{p}}\right)\cdot \tan \left({\frac {(m-1)\pi }{p}}\right)}{\left(\cos \left({\frac {\pi }{p}}\right)-\sin \left({\frac {\pi }{p}}\right)\cdot \tan \left({\frac {(m-1)\pi }{p}}\right)\right)\cdot \cos \left({\frac {(m-1)\pi }{p}}\right)\cdot \cos \left({\frac {m\pi }{p}}\right)}}\\=&\,p\,r_{u}^{2}\cdot \cos ^{2}\left({\frac {q\pi }{p}}\right)\cdot \sin \left({\frac {\pi }{p}}\right)\cdot {\frac {1}{\cos \left({\frac {(m-1)\pi }{p}}\right)\cdot \cos \left({\frac {m\pi }{p}}\right)}}\\=&\,p\,r_{u}^{2}\cdot \cos ^{2}\left({\frac {q\pi }{p}}\right)\cdot \sin \left({\frac {\pi }{p}}\right)\cdot \sec \left({\frac {(m-1)\pi }{p}}\right)\cdot \sec \left({\frac {m\pi }{p}}\right)\end{aligned}}}
Dabei wurde das Additionstheorem für den Kosinus und die Definition für den Sekans verwendet.
Entfernt man die äußeren {\displaystyle p} kongruenten Drachenvierecke mit den Seitenlängen {\displaystyle s_{m-1}} und {\displaystyle s_{m}} von der Fläche des regelmäßigen {\displaystyle \{p/m\}}-Sterns, dann bleibt ein regelmäßiger {\displaystyle \{p/m-1\}}-Stern übrig. Der gesamte Flächeninhalt dieser Drachenvierecke ist also die Differenz der Flächeninhalte des regelmäßigen {\displaystyle \{p/m\}}-Sterns und des regelmäßigen {\displaystyle \{p/m-1\}}-Sterns. Der Flächeninhalt eines Drachenvierecks ist {\displaystyle {\tfrac {1}{p}}} dieser Differenz:
{\displaystyle {\begin{aligned}&\,{\frac {1}{p}}\,\left(p\,r_{u}^{2}\cdot \cos ^{2}\left({\frac {q\pi }{p}}\right)\cdot \sin \left({\frac {\pi }{p}}\right)\cdot \sec \left({\frac {(m-1)\pi }{p}}\right)\cdot \sec \left({\frac {m\pi }{p}}\right)-p\,r_{u}^{2}\cdot \cos ^{2}\left({\frac {q\pi }{p}}\right)\cdot \sin \left({\frac {\pi }{p}}\right)\cdot \sec \left({\frac {(m-2)\pi }{p}}\right)\cdot \sec \left({\frac {(m-1)\pi }{p}}\right)\right)\\=&\,r_{u}^{2}\cdot \cos ^{2}\left({\frac {q\pi }{p}}\right)\cdot \sin \left({\frac {\pi }{p}}\right)\cdot \sec \left({\frac {(m-1)\pi }{p}}\right)\cdot \left(\sec \left({\frac {m\pi }{p}}\right)-\sec \left({\frac {(m-2)\pi }{p}}\right)\right)\end{aligned}}}
Dieser Flächeninhalt kann auch mithilfe der Längen der Diagonalen des Drachenvierecks berechnet werden. Die Länge der Diagonalen, die auf der Symmetrieachse liegt, ist die Differenz der Radien {\displaystyle r_{m}} und {\displaystyle r_{m-2}}. Die andere Diagonale verläuft orthogonal und bildet mit zwei Radien {\displaystyle r_{m-1}} ein gleichschenkliges Dreieck. Diese Diagonale liegt im gleichschenkligen Dreieck dem Mittelpunktswinkel {\displaystyle {\frac {2\pi }{p}}} gegenüber, hat also die Länge {\displaystyle 2\,r_{m-1}\cdot \sin \left({\frac {\pi }{p}}\right)}. Daraus ergibt sich der Flächeninhalt des Drachenvierecks:
{\displaystyle {\begin{aligned}&\,{\frac {1}{2}}\,\left(2\,r_{m-1}\cdot \sin \left({\frac {\pi }{p}}\right)\right)\cdot \left(r_{m}-r_{m-2}\right)\\=&\,r_{m-1}\cdot \sin \left({\frac {\pi }{p}}\right)\cdot \left(r_{m}-r_{m-2}\right)\\=&\,r_{u}\cdot \cos \left({\frac {q\pi }{p}}\right)\cdot \sec \left({\frac {(m-1)\pi }{p}}\right)\cdot \sin \left({\frac {\pi }{p}}\right)\cdot \left(r_{u}\cdot \cos \left({\frac {q\pi }{p}}\right)\cdot \sec \left({\frac {m\pi }{p}}\right)-r_{u}\cdot \cos \left({\frac {q\pi }{p}}\right)\cdot \sec \left({\frac {(m-2)\pi }{p}}\right)\right)\\=&\,r_{u}\cdot \cos \left({\frac {q\pi }{p}}\right)\cdot \sec \left({\frac {(m-1)\pi }{p}}\right)\cdot \sin \left({\frac {\pi }{p}}\right)\cdot r_{u}\cdot \cos \left({\frac {q\pi }{p}}\right)\cdot \left(\sec \left({\frac {m\pi }{p}}\right)-\sec \left({\frac {(m-2)\pi }{p}}\right)\right)\\=&\,r_{u}^{2}\cdot \cos ^{2}\left({\frac {q\pi }{p}}\right)\cdot \sin \left({\frac {\pi }{p}}\right)\cdot \sec \left({\frac {(m-1)\pi }{p}}\right)\cdot \left(\sec \left({\frac {m\pi }{p}}\right)-\sec \left({\frac {(m-2)\pi }{p}}\right)\right)\end{aligned}}}
Für den Grenzfall {\displaystyle m=2} ergibt sich der Flächeninhalt der gleichschenkligen Dreiecke, die mit dem inneren regelmäßigen {\displaystyle p}-Eck jeweils eine Seite gemeinsam haben. Er beträgt
{\displaystyle r_{u}^{2}\cdot \cos ^{2}\left({\frac {q\pi }{p}}\right)\cdot \sin \left({\frac {\pi }{p}}\right)\cdot \sec \left({\frac {\pi }{p}}\right)\cdot \left(\sec \left({\frac {2\pi }{p}}\right)-1\right)}

## Darstellung mit Koordinaten und Vektoren

Die Ecken auf dem Umkreis eines regelmäßigen Sterns und die entsprechenden Winkel bezogen auf den Mittelpunkt.

### Kartesische Koordinaten
Die Ecken {\displaystyle P_{1},P_{2},P_{3},\ldots ,P_{p}} eines regelmäßigen {\displaystyle \{p/q\}}-Sterns entsprechen den Ecken eines regelmäßigen {\displaystyle p}-Ecks. Sie können mit kartesischen Koordinaten dargestellt werden. Dabei kann der Einheitskreis als Umkreis mit dem Radius {\displaystyle r_{u}=1} genommen werden. Dann ist der Mittelpunkt gleich dem Koordinatenursprung und die Ecke {\displaystyle P_{k}} hat die Koordinaten
{\displaystyle P_{k}={\begin{pmatrix}r_{u}\cdot \cos \left({\frac {2k\pi }{p}}\right)\\r_{u}\cdot \sin \left({\frac {2k\pi }{p}}\right)\end{pmatrix}},\quad k=1,2,3,\ldots ,p}
Die Seiten {\displaystyle {\overline {P_{k}P_{k+q}}}} dieses regelmäßigen {\displaystyle \{p/q\}}-Sterns sind dann zweidimensionale Richtungsvektoren:
{\displaystyle {\overrightarrow {P_{k}P_{k+q}}}={\begin{pmatrix}-a\cdot \sin \left({\frac {(2k+2q+1)\pi }{2p}}\right)\\a\cdot \cos \left({\frac {(2k+2q+1)\pi }{2p}}\right)\end{pmatrix}}={\begin{pmatrix}-2\,r_{u}\cdot \sin \left({\frac {q\pi }{p}}\right)\cdot \sin \left({\frac {(2k+2q+1)\pi }{2p}}\right)\\2\,r_{u}\cdot \sin \left({\frac {q\pi }{p}}\right)\cdot \cos \left({\frac {(2k+2q+1)\pi }{2p}}\right)\end{pmatrix}},\quad k=1,2,3,\ldots ,p}
Jede der {\displaystyle p} Seiten wird von {\displaystyle 2q-2} anderen Seiten geschnitten (siehe Seitenabschnitte). Die Schnittpunkte haben folgende kartesische Koordinaten:
{\displaystyle S_{k,m}={\begin{pmatrix}r_{m}\cdot \cos \left({\frac {2k\pi }{p}}\right)\\r_{m}\cdot \sin \left({\frac {2k\pi }{p}}\right)\end{pmatrix}}={\begin{pmatrix}r_{u}\cdot \cos \left({\frac {q\pi }{p}}\right)\cdot \sec \left({\frac {m\pi }{p}}\right)\cdot \cos \left({\frac {2k\pi }{p}}\right)\\r_{u}\cdot \cos \left({\frac {q\pi }{p}}\right)\cdot \sec \left({\frac {m\pi }{p}}\right)\cdot \sin \left({\frac {2k\pi }{p}}\right)\end{pmatrix}},\quad k=1,2,3,\ldots ,p,\quad 0<m\leq q,\quad q-m\,\mathrm {gerade} }
{\displaystyle S_{k,m}={\begin{pmatrix}r_{m}\cdot \cos \left({\frac {(2k-1)\pi }{p}}\right)\\r_{m}\cdot \sin \left({\frac {(2k-1)\pi }{p}}\right)\end{pmatrix}}={\begin{pmatrix}r_{u}\cdot \cos \left({\frac {q\pi }{p}}\right)\cdot \sec \left({\frac {m\pi }{p}}\right)\cdot \cos \left({\frac {(2k-1)\pi }{p}}\right)\\r_{u}\cdot \cos \left({\frac {q\pi }{p}}\right)\cdot \sec \left({\frac {m\pi }{p}}\right)\cdot \sin \left({\frac {(2k-1)\pi }{p}}\right)\end{pmatrix}},\quad k=1,2,3,\ldots ,p,\quad 0<m\leq q,\quad q-m\,\mathrm {ungerade} }
Der Radius {\displaystyle r_{m}} ist der Abstand der Schnittpunkte vom Mittelpunkt des Sterns.

### Polarkoordinaten

Die fünften Einheitswurzeln in der komplexen Zahlenebene

Zur Berechnung der Eckpunkte eines regelmäßigen Sterns können die komplexen Lösungen der Kreisteilungsgleichung {\displaystyle z^{n}=1} verwendet werden. Die Polarkoordinaten {\displaystyle (r_{k},\varphi _{k})} der Eckpunkte eines regelmäßigen {\displaystyle \{p/q\}}-Sterns, dem Koordinatenursprung als Mittelpunkt und dem Umkreisradius {\displaystyle r_{u}} haben so die einfache Form
{\displaystyle (r_{k},\varphi _{k})=\left(r_{u},{\frac {2k\pi }{p}}\right),\quad k=1,2,3,\ldots ,p}
Für die Schnittpunkte der Seiten ergeben sich folgende Polarkoordinaten:
{\displaystyle (r_{k},\varphi _{k})=\left(r_{m},{\frac {2k\pi }{p}}\right)=\left(r_{u}\cdot \cos \left({\frac {q\pi }{p}}\right)\cdot \sec \left({\frac {m\pi }{p}}\right),{\frac {2k\pi }{p}}\right),\quad k=1,2,3,\ldots ,p,\quad 0<m\leq q,\quad q-m\,\mathrm {gerade} }
{\displaystyle (r_{k},\varphi _{k})=\left(r_{m},{\frac {2(k-1)\pi }{p}}\right)=\left(r_{u}\cdot \cos \left({\frac {q\pi }{p}}\right)\cdot \sec \left({\frac {m\pi }{p}}\right),{\frac {2(k-1)\pi }{p}}\right),\quad k=1,2,3,\ldots ,p,\quad 0<m\leq q,\quad q-m\,\mathrm {ungerade} }
Der Radius {\displaystyle r_{m}} ist der Abstand der Schnittpunkte vom Mittelpunkt des Sterns.

## Symmetrien
Die Symmetriegruppe eines regulären {\displaystyle \{p/q\}}-Sterns ist die Diedergruppe {\displaystyle D_{p}}. Die Diedergruppe weist die Ordnung {\displaystyle 2p} auf und besteht aus
- {\displaystyle p} Rotationen der zyklischen Gruppe {\displaystyle C_{p}} und
- {\displaystyle p} Spiegelungen an den Symmetrieachsen durch den Mittelpunkt des Polygons.

Ist {\displaystyle p} gerade, dann verläuft die eine Hälfte der Symmetrieachsen durch zwei gegenüberliegende Ecken und die andere Hälfte durch zwei Mittelpunkte gegenüberliegender Seiten. Ist {\displaystyle p} ungerade, dann verlaufen alle Symmetrieachsen durch eine Ecke und den Mittelpunkt der gegenüberliegenden Seite.
Jeder reguläre Stern mit gerader Eckenzahl ist auch punktsymmetrisch bezüglich seines Mittelpunkts.

## Interpretationen des Sternpolygons

Drei mögliche Interpretationen des {5/2}-Sternpolygons.

Da die Definition des Sternpolygons aus der kombinatorischen Geometrie und nicht aus der euklidischen Geometrie stammt, hat man genau genommen bei einem Sternpolygon noch keinen geometrischen Stern im Sinne der euklidischen Geometrie, sondern ein Objekt aus der Graphentheorie kanonisch in die euklidische Ebene eingebettet. Dies wird klar, wenn man sich fragt, was genau die Ecken, Kanten und die Fläche des Objektes sind, und was man unter einem geometrischen Stern verstehen will.
Diese „Interpretationsfreiheit“ des Sternpolygons als geometrischen Stern kann man gut im linken Bild erkennen: Der gelbe Stern ist der geometrische Stern, daneben das flächenlose zugehörige Sternpolygon, dann noch zwei weitere sinnvolle Interpretationen des Sternpolygons als mathematischer Stern. Der rote Stern ist eine typische Interpretation in der Theorie der Pflasterungen. Die beiden mittleren Sterne haben je 5 Ecken und 5 Kanten, der gelbe und der grüne Stern aber je 10 Ecken und 10 bzw. 15 Kanten. Der gelbe Stern hat die Kanten mit der Parity-Umlaufregel definiert, der grüne Stern seine Flächen mit der Parity-Umlaufregel, die sich aus der Konstruktionsvorschrift des Sternpolygons ergibt.

### Geometrische Kenngrößen

Der halbe Innenwinkel (gelb), der halbe Mittelpunktswinkel (magenta), der Umkreisradius (blau und cyan) und der Radius (rot) eines Sterns. Die Spitze ist schwarz gezeichnet.

Ist der halbe Mittelpunktswinkel {\displaystyle {\tfrac {\pi }{p}}}, der Umkreisradius {\displaystyle r_{u}} und der Radius {\displaystyle r_{1}} des Sterns gegeben, dann gilt aufgrund der beiden Dreiecksverhältnisse {\displaystyle \tan \left({\frac {\alpha }{2}}\right)={\frac {r_{1}\cdot \sin \left({\frac {\pi }{p}}\right)}{r_{u}-r_{1}\cdot \cos \left({\frac {\pi }{p}}\right)}}} und nach dem Sinussatz {\displaystyle {\frac {r_{1}}{\sin \left({\frac {\alpha }{2}}\right)}}={\frac {r_{u}}{\sin \left(\pi -\left({\frac {\alpha }{2}}+{\frac {\pi }{p}}\right)\right)}}}, also {\displaystyle {\frac {r_{1}}{r_{u}}}={\frac {\sin \left({\frac {\alpha }{2}}\right)}{\sin \left({\frac {\alpha }{2}}+{\frac {\pi }{p}}\right)}}}. Nach dem Satz des Pythagoras beträgt die Kantenlänge des so konstruierten Sterns {\displaystyle {\sqrt {\left(r_{u}-r_{1}\cdot \cos \left({\frac {\pi }{p}}\right)\right)^{2}+\left(r_{1}\cdot \sin \left({\frac {\pi }{p}}\right)\right)^{2}}}={\sqrt {r_{u}^{2}-2r_{u}r_{1}\cdot \cos \left({\frac {\pi }{p}}\right)+r_{1}^{2}}}} und sein Flächeninhalt ist {\displaystyle pr_{u}r_{1}\cdot \sin \left({\tfrac {\pi }{p}}\right)}.

### Beispiele
Ein klassischer Fall, der auf regelmäßige nicht-Sternpolygone führt, ist der, dass man diese Kantengeraden genau mittig zwischen Spitzen des Sterns legt – siehe beispielsweise die Geometrie des Stern von Verginas (künstlerische Verschönerung eines 16-zackigen Sterns als Sonnensymbol der Antike) oder des 8-zackigen Sternberger Sterns (Wappenfigur aus dem Mittelalter). Weitere Beispiele sind der 3-zackige Mercedes-Stern (im Logo dieser Automarke als ebener Stern) mit Spitzenwinkel von 360°/18 – und somit „enthalten“ im {\displaystyle \left\{9/4\right\}}-Sternpolygon, der 4-zackige NATO-Stern (abgeleitet aus einer 4-strahligen Kompassrose) oder der 6-zackige Stern im Wappen von Tamins (Gemeinde in der Schweiz) mit einem Spitzenwinkel von genau 45°. Hier noch ein 8-strahliger Stern einer alten Kompassrose – sehr gut lassen sich hier Umkreis und Inkreis erkennen und (im Rahmen der Bildgenauigkeit) {\displaystyle {\tfrac {r_{1}}{r_{u}}}} zu {\displaystyle {\tfrac {1}{4}}} bestimmen.

3-zackiger Mercedes-Benz Stern {\displaystyle \alpha =\pi /9}
4-zackiger NATO-Stern {\displaystyle \alpha =\pi /5}
6-zackiger Stern der Gemeinde Tamins in Graubünden (Schweiz) {\displaystyle \alpha =\pi /4}
6-zackiger Stern, z. B. in der Stadtflagge von Chicago (USA) {\displaystyle \alpha =\pi /6}
7-zackiger Stern der Nationalflagge Jordaniens. Auch im Siegel der Cherokee Nation (USA). {\displaystyle \alpha =\pi /4}
8-zackiger Wappenstern z. B. der Grafen Sternberg {\displaystyle \alpha =\pi /8}
16-zackiges Sonnensymbol ähnlich dem Stern von Vergina{\displaystyle \alpha =\pi /16}

In manchen Nationalflaggen werden regelmäßige Sterne als Flaggensymbole verwendet, die kein {\displaystyle \left\{5/2\right\}}-Sternpolygon (Pentagramm) sind. Wenn man die Formel oben umstellt, erhält man allgemein
{\displaystyle \tan \left({\frac {\alpha }{2}}\right)={\frac {\sin \left({\frac {\pi }{p}}\right)}{{\frac {r_{u}}{r_{1}}}-\cos \left({\frac {\pi }{p}}\right)}}}
und im Fall {\displaystyle r_{u}=2r_{1}} somit die Ungleichung
{\displaystyle {\frac {\pi }{p}}>\sin \left({\frac {\pi }{p}}\right)>{\frac {\sin \left({\frac {\pi }{p}}\right)}{2-\cos \left({\frac {\pi }{p}}\right)}}=\tan \left({\frac {\alpha }{2}}\right)>{\frac {\alpha }{2}}}.
Für eine große Anzahl {\displaystyle p} von Ecken ist {\displaystyle \alpha \approx {\tfrac {2\pi }{p}}} eine gute Approximation für den Spitzenwinkel. Für gerade {\displaystyle p} nähern sich die Winkel und Längenverhältnisse eines solchen Sterns einem {\displaystyle \left\{p/{\tfrac {p-2}{2}}\right\}}-Sternpolygon.

## Asymptotik

### Kreis als Grenzform
Für wachsende Seitenzahl {\displaystyle p} und konstantes {\displaystyle q} nähert sich die Form eines regelmäßigen {\displaystyle \left\{p/q\right\}}-Ecks bei konstantem Umkreisradius immer mehr einem Kreis an. Das Verhältnis von Umfang und Umkreisradius strebt dabei gegen den Grenzwert
{\displaystyle \lim _{p\to \infty }2\,p\cdot \cos \left({\frac {q\pi }{p}}\right)\cdot \left(\tan \left({\frac {q\pi }{p}}\right)-\tan \left({\frac {(q-1)\pi }{p}}\right)\right)=2\pi }.
Das Verhältnis von der Summe der Seitenlängen und Umkreisradius nähert sich
{\displaystyle \lim _{p\to \infty }2\,p\cdot \sin \left({\frac {q\pi }{p}}\right)=2q\pi }.
Das Verhältnis von Flächeninhalt und dem Quadrat des Umkreisradius strebt für wachsendes {\displaystyle p} und konstantes {\displaystyle q} entsprechend gegen den Grenzwert
{\displaystyle \lim _{p\to \infty }p\cdot \sin \left({\frac {\pi }{p}}\right)\cdot \left(\cos \left({\frac {\pi }{p}}\right)-\sin \left({\frac {\pi }{p}}\right)\cdot \tan \left({\frac {(q-1)\pi }{p}}\right)\right)=\pi }.
Der formale Beweis kann mit der Regel von de L’Hospital geführt werden.
Das gilt genauso für den Inkreisradius, denn für wachsendes {\displaystyle p} und konstantes {\displaystyle q} nähert sich der Inkreisradius dem Umkreisradius an: Aus {\displaystyle r_{i}=r_{u}\cdot \cos \left({\frac {q\pi }{p}}\right)} folgt {\displaystyle \lim _{p\to \infty }r_{i}=\lim _{p\to \infty }r_{u}\cdot \cos \left({\frac {q\pi }{p}}\right)=r_{u}}.

### Konvergenz
Um die Konvergenz zu bestimmen, wird statt {\displaystyle p} die reelle Variable {\displaystyle x} verwendet und die Grenzwerte der Funktionen für den Flächeninhalt und für den Umfang hergeleitet. Wichtig ist hier, dass diese Funktionen und ihre Faktoren (oder Quotienten) differenzierbar sind. Es wird angenommen, dass {\displaystyle q} etwa proportional zu {\displaystyle p} ist, nämlich {\displaystyle q=cp+d} mit reellen Zahlen {\displaystyle 0<c\leq {\tfrac {1}{2}}} und {\displaystyle d}.

#### Umfang
Für den Umfang ergibt sich der Grenzwert
{\displaystyle {\begin{aligned}&\,\lim _{x\to \infty }2\,x\,r_{u}\cdot \cos \left({\frac {q\pi }{x}}\right)\cdot \left(\tan \left({\frac {q\pi }{x}}\right)-\tan \left({\frac {(q-1)\pi }{x}}\right)\right)\\=&\,\lim _{x\to \infty }2\,x\,r_{u}\cdot \cos \left({\frac {q\pi }{x}}\right)\cdot \left({\frac {\left(1+\tan \left({\frac {q\pi }{x}}\right)\cdot \tan \left({\frac {\pi }{x}}\right)\right)\cdot \tan \left({\frac {q\pi }{x}}\right)}{1+\tan \left({\frac {q\pi }{x}}\right)\cdot \tan \left({\frac {\pi }{x}}\right)}}-{\frac {\tan \left({\frac {q\pi }{x}}\right)-\tan \left({\frac {\pi }{x}}\right)}{1+\tan \left({\frac {q\pi }{x}}\right)\cdot \tan \left({\frac {\pi }{x}}\right)}}\right)\\=&\,\lim _{x\to \infty }2\,x\,r_{u}\cdot \cos \left({\frac {q\pi }{x}}\right)\cdot {\frac {\left(1+\tan ^{2}\left({\frac {q\pi }{x}}\right)\right)\cdot \tan \left({\frac {\pi }{x}}\right)}{1+\tan \left({\frac {q\pi }{x}}\right)\cdot \tan \left({\frac {\pi }{x}}\right)}}\\=&\,\lim _{x\to \infty }2\,x\,r_{u}\cdot \cos \left({\frac {q\pi }{x}}\right)\cdot {\frac {\cos ^{-2}\left({\frac {q\pi }{x}}\right)\cdot \tan \left({\frac {\pi }{x}}\right)}{1+\tan \left({\frac {q\pi }{x}}\right)\cdot \tan \left({\frac {\pi }{x}}\right)}}\\=&\,\lim _{x\to \infty }2\,x\,r_{u}\cdot \tan \left({\frac {\pi }{x}}\right)\cdot \sec \left({\frac {q\pi }{x}}\right)\cdot {\frac {1}{1+\tan \left({\frac {q\pi }{x}}\right)\cdot \tan \left({\frac {\pi }{x}}\right)}}\\=&\,\lim _{x\to \infty }2\,x\,r_{u}\cdot \tan \left({\frac {\pi }{x}}\right)\cdot \lim _{x\to \infty }\sec \left({\frac {q\pi }{x}}\right)\cdot \lim _{x\to \infty }{\frac {1}{1+\tan \left({\frac {q\pi }{x}}\right)\cdot \tan \left({\frac {\pi }{x}}\right)}}\\=&\,2\,\pi \,r_{u}\cdot \lim _{x\to \infty }\sec \left(c\pi +{\frac {d\pi }{x}}\right)\cdot \lim _{x\to \infty }{\frac {1}{1+\tan \left(c\pi +{\frac {d\pi }{x}}\right)\cdot \tan \left({\frac {\pi }{x}}\right)}}\\=&\,2\,\pi \,r_{u}\cdot \sec \left(c\pi \right)\cdot {\frac {1}{1+\tan \left(c\pi \right)\cdot \tan \left(0\right)}}\\=&\,2\,\pi \,r_{u}\cdot \sec \left(c\pi \right)\end{aligned}}}
Dabei wurde das Additionstheorem für den Tangens und die Beziehung zwischen Tangens und Sekans verwendet (siehe Trigonometrische Funktion - Beziehungen zwischen den Funktionen).
Für {\displaystyle c={\tfrac {1}{4}}} und {\displaystyle d=0} zum Beispiel, also die Sterne {\displaystyle \{4/1\}}, {\displaystyle \{8/2\}}, {\displaystyle \{12/3\}}, {\displaystyle \ldots }, nähert sich der Umfang dem Wert {\displaystyle 2\,\pi \,r_{u}\cdot \sec \left({\tfrac {\pi }{4}}\right)=2{\sqrt {2}}\,\pi \,r_{u}}. Das ist {\displaystyle {\sqrt {2}}}-mal der Umfang des Umkreises.

#### Flächeninhalt
Für den Flächeninhalt ergibt sich für {\displaystyle c<{\tfrac {1}{2}}} der Grenzwert
{\displaystyle {\begin{aligned}&\,\lim _{x\to \infty }x\,r_{u}^{2}\cdot \sin \left({\frac {\pi }{x}}\right)\cdot \left(\cos \left({\frac {\pi }{x}}\right)-\sin \left({\frac {\pi }{x}}\right)\cdot \tan \left({\frac {(q-1)\pi }{x}}\right)\right)\\=&\,\lim _{x\to \infty }x\,r_{u}^{2}\cdot \sin \left({\frac {\pi }{x}}\right)\cdot \cos \left({\frac {\pi }{x}}\right)-x\,r_{u}^{2}\cdot \sin ^{2}\left({\frac {\pi }{x}}\right)\cdot \tan \left(c\pi +{\frac {(d-1)\pi }{x}}\right)\\=&\,\lim _{x\to \infty }{\frac {x\,r_{u}^{2}}{2}}\cdot \sin \left({\frac {2\pi }{x}}\right)-\lim _{x\to \infty }2\,x\,r_{u}\cdot \sin \left({\frac {\pi }{x}}\right)\cdot \lim _{x\to \infty }{\frac {r_{u}}{2}}\cdot \sin \left({\frac {\pi }{x}}\right)\cdot \tan \left(c\pi +{\frac {(d-1)\pi }{x}}\right)\\=&\,\pi \,r_{u}^{2}-2\,\pi \,r_{u}\cdot {\frac {r_{u}}{2}}\cdot \sin \left(0\right)\cdot \tan \left(c\pi \right)\\=&\,\pi \,r_{u}^{2}\end{aligned}}}
Der Flächeninhalt nähert sich dann also dem Flächeninhalt des Umkreises.
Für {\displaystyle c={\tfrac {1}{2}}}, also {\displaystyle q={\tfrac {p}{2}}+d}, ergibt sich der Grenzwert
{\displaystyle {\begin{aligned}&\,\lim _{x\to \infty }x\,r_{u}^{2}\cdot \sin \left({\frac {\pi }{x}}\right)\cdot \left(\cos \left({\frac {\pi }{x}}\right)-\sin \left({\frac {\pi }{x}}\right)\cdot \tan \left({\frac {(q-1)\pi }{x}}\right)\right)\\=&\,\lim _{x\to \infty }x\,r_{u}^{2}\cdot \sin \left({\frac {\pi }{x}}\right)\cdot \cos \left({\frac {\pi }{x}}\right)-x\,r_{u}^{2}\cdot \sin ^{2}\left({\frac {\pi }{x}}\right)\cdot \tan \left({\frac {\pi }{2}}+{\frac {(d-1)\pi }{x}}\right)\\=&\,\lim _{x\to \infty }{\frac {x\,r_{u}^{2}}{2}}\cdot \sin \left({\frac {2\pi }{x}}\right)-\lim _{x\to \infty }2\,x\,r_{u}\cdot \sin \left({\frac {\pi }{x}}\right)\cdot \lim _{x\to \infty }{\frac {r_{u}}{2}}\cdot \sin \left({\frac {\pi }{x}}\right)\cdot \tan \left({\frac {\pi }{2}}+{\frac {(d-1)\pi }{x}}\right)\\=&\,\pi \,r_{u}^{2}-2\,\pi \,r_{u}\cdot \lim _{x\to \infty }{\frac {r_{u}}{2}}\cdot \sin \left({\frac {\pi }{x}}\right)\cdot \cot \left({\frac {(1-d)\pi }{x}}\right)\\=&\,\pi \,r_{u}^{2}-2\,\pi \,r_{u}\cdot \lim _{x\to \infty }{\frac {r_{u}\cdot \sin \left({\frac {\pi }{x}}\right)}{2\cdot \tan \left({\frac {(1-d)\pi }{x}}\right)}}\end{aligned}}}
Dabei wurden die Grenzwerte {\displaystyle \lim _{x\to \infty }{\frac {x\,r_{u}^{2}}{2}}\cdot \sin \left({\frac {2\pi }{x}}\right)=\pi \,r_{u}^{2}} und {\displaystyle \lim _{x\to \infty }2\,x\,r_{u}\cdot \sin \left({\frac {\pi }{x}}\right)=2\,\pi \,r_{u}} verwendet . Nach der Regel von de L’Hospital ergibt sich der Grenzübergang im Unendlichen wie folgt:
{\displaystyle {\begin{aligned}&\,\pi \,r_{u}^{2}-2\,\pi \,r_{u}\cdot \lim _{x\to \infty }{\frac {r_{u}\cdot \sin \left({\frac {\pi }{x}}\right)}{2\cdot \tan \left({\frac {(1-d)\pi }{x}}\right)}}\\=&\,\pi \,r_{u}^{2}-2\,\pi \,r_{u}\cdot \lim _{x\to \infty }{\frac {{\frac {\mathrm {d} ^{1}}{\mathrm {d} x^{1}}}\,r_{u}\cdot \sin \left({\frac {\pi }{x}}\right)}{{\frac {\mathrm {d} ^{1}}{\mathrm {d} x^{1}}}\,2\cdot \tan \left({\frac {(1-d)\pi }{x}}\right)}}\\=&\,\pi \,r_{u}^{2}-2\,\pi \,r_{u}\cdot \lim _{x\to \infty }{\frac {r_{u}\cdot \cos \left({\frac {\pi }{x}}\right)\cdot \left(-{\frac {\pi }{\mathrm {x} ^{2}}}\right)}{2\cdot \cos ^{-2}\left({\frac {(1-d)\pi }{x}}\right)\cdot \left(-{\frac {(1-d)\pi }{\mathrm {x} ^{2}}}\right)}}\\=&\,\pi \,r_{u}^{2}-2\,\pi \,r_{u}\cdot \lim _{x\to \infty }{\frac {r_{u}\cdot \cos \left({\frac {\pi }{x}}\right)\cdot \cos ^{2}\left({\frac {(1-d)\pi }{x}}\right)}{2(1-d)}}\\=&\,\pi \,r_{u}^{2}-2\,\pi \,r_{u}\cdot {\frac {r_{u}}{2(1-d)}}\\=&\,\pi \,r_{u}^{2}\,\left(1-{\frac {1}{1-d}}\right)\end{aligned}}}
Für {\displaystyle c={\tfrac {1}{2}}} und {\displaystyle d=-{\tfrac {1}{2}}}, also die Sterne {\displaystyle \{5/2\}}, {\displaystyle \{7/3\}}, {\displaystyle \{9/4\}}, {\displaystyle \ldots }, nähert sich der Umfang dem Wert {\displaystyle \pi \,r_{u}^{2}\,\left(1-{\frac {1}{1-\left(-{\tfrac {1}{2}}\right)}}\right)={\frac {\pi \,r_{u}^{2}}{3}}}. Das ist {\displaystyle {\tfrac {1}{3}}} vom Flächeninhalt des Umkreises.
Für {\displaystyle c={\tfrac {1}{2}}} und {\displaystyle d=-1}, also die Sterne {\displaystyle \{6/2\}}, {\displaystyle \{8/3\}}, {\displaystyle \{10/4\}}, {\displaystyle \ldots }, nähert sich der Umfang dem Wert {\displaystyle \pi \,r_{u}^{2}\,\left(1-{\frac {1}{1-\left(-1\right)}}\right)={\frac {\pi \,r_{u}^{2}}{2}}}. Das ist der halbe Flächeninhalt des Umkreises.

## Graphentheoretische Eigenschaften
Aus einem regelmäßigen Stern kann ein Graph erzeugt werden, sodass jeder Eckpunkt und jeder Schnittpunkt einem Knoten, jeder Seitenabschnitt einer Kante und jede Teilfläche einer Fläche des Graphen entspricht. Der Stern hat {\displaystyle p} Eckpunkte und {\displaystyle p(q-1)} Schnittpunkte, weil jede der {\displaystyle p} Seiten von {\displaystyle 2q-2} anderen Seiten geschnitten wird und jeder Schnittpunkt zu 2 Seiten gehört. Der Graph hat also {\displaystyle E=pq} Knoten. Jede Seite des Sterns wird in {\displaystyle 2q-1} Abschnitte geteilt (siehe Seitenabschnitte). Die Anzahl der Seitenabschnitte und damit die Anzahl der Kanten des Graph ist also {\displaystyle K=p(2q-1)}. Nach dem Eulerschen Polyedersatz ergibt sich daraus die Anzahl der Flächen:  {\displaystyle F=K-E+2=p(2q-1)-pq+2=pq-p+2}. Dabei wird die äußere Fläche des Graphen mitgezählt.
Das kann man auch geometrisch erkennen, indem man die Abschnitte aller Seiten des Sterns – ausgehend vom Mittelpunkt der Seiten – Schritt für Schritt hinzufügt. Nach dem ersten Schritt entsteht das innere regelmäßige Polygon. Bei jedem der {\displaystyle q-1} weiteren Schritte entstehen jeweils {\displaystyle p} gleichschenklige Dreiecke oder {\displaystyle p} Drachenvierecke. Zusammen mit der äußeren Fläche sind das {\displaystyle 1+p(q-1)+1=pq-p+2} Flächen.
Die Knoten des Graphen, die den Eckpunkten des Sterns entsprechen, haben den Knotengrad 2. Die anderen Knoten, die den Schnittpunkten entsprechen, haben den Knotengrad 4. Weil der Grad aller Knoten gerade sind, besitzt der Graph Eulerkreise.

## Abbildungen

### Sterne und Sternpolygone mit kleinem Schläfli-Index
Die folgende Übersicht zeigt regelmäßige Sterne und Sternpolygone mit dem Schläfli-Index {\displaystyle \{p/q\}} für {\displaystyle p\leq 9}, also höchstens 9 Ecken. Das Sternpolygon lässt sich – im Gegensatz zum Stern – in einem Linienzug zeichnen.

{5/2}-Sternpolygon, Pentagramm
{6/2}-Stern, (2 Dreiecke) Hexagramm oder Davidstern
{7/2}-Sternpolygon, Heptagramm
{7/3}-Sternpolygon, Heptagramm
{8/2}-Stern, (2 Quadrate) Achtort
{8/3}-Sternpolygon, Achterstern
{9/2}-Sternpolygon, Enneagramm
{9/3}-Stern, (3 Dreiecke) Enneagramm
{9/4}-Sternpolygon, Enneagramm

In dem folgenden Schema sind {\displaystyle \{p/q\}}-Sterne bzw. Vielecke mit höchstens 16 Ecken dargestellt. Die roten Geraden verlaufen durch regelmäßige Vielecke {\displaystyle \left(\{3/1\},\{4/1\},\{5/1\},\;\ldots \right)} bzw. Sterne {\displaystyle \left(\{5/2\},\{6/2\},\{7/2\},\;\ldots \right);}  {\displaystyle \left(\{7/3\},\{8/3\},\{9/3\},\;\ldots \right);} usw. mit gleichem {\displaystyle q}. Die blauen Geraden verlaufen durch regelmäßige Vielecke bzw. Sterne {\displaystyle \left(\{p/q\},\{2p/2q\},\{3p/3q\},\;\ldots \right)}, die aus den gleichen Sternpolygonen zusammengesetzt sind und daher die gleichen Innenwinkel {\displaystyle \alpha =(kp-2kq)\cdot {\frac {\pi }{p}}=\pi -{\frac {2q\pi }{p}}} besitzen.
|  |  |  |  |  |  |  |

## Programmierung
Das folgende Beispiel in der Programmiersprache C# zeigt die Implementierung einer Methode, die einen regelmäßiges Stern zeichnet. Die Parameter der Methode sind p und q, der Umkreisradius, der Drehwinkel und zwei boolesche Variablen, die angeben, ob die Umkreisradien und Inkreisradien oder der Umkreisradius und Inkreisradius gezeichnet werden.
```
private
 
void
 
PaintRegularStar
(
int
 
p
,
 
int
 
q
,
 
float
 
circumRadius
,
 
float
 
angle
,
 
bool
 
drawRadiuses
,
 
bool
 
drawCircles
)

{

	
// Definiert Farben mit RGB-Werten.

	
Color
 
blue
 
=
 
Color
.
FromArgb
(
0
,
 
0
,
 
255
),
 
white
 
=
 
Color
.
FromArgb
(
255
,
 
255
,
 
255
),
 
black
 
=
 
Color
.
FromArgb
(
0
,
 
0
,
 
0
);

	
int
 
gcd
 
=
 
GreatestCommonDivisor
(
p
,
 
q
);
 
// Berechnet den größten gemeinsamen Teiler von p und q, die Anzahl der Sternpolygone, in die der regelmäszige Stern zerfällt

	
int
 
starPolygonCount
 
=
 
p
 
/
 
gcd
;
 
// Anzahl der Ecken der Sternpolygone

	
PointF
[]
 
regularPolygon
 
=
 
new
 
PointF
[
starPolygonCount
];

	
for
 
(
int
 
j
 
=
 
0
;
 
j
 
<
 
gcd
;
 
j
++
)
 
// for-Schleife mit Index j, die Sternpolygone durchläuft

	
{

		
for
 
(
int
 
i
 
=
 
0
;
 
i
 
<
 
starPolygonCount
;
 
i
++
)
 
// for-Schleife mit Index i, die die Ecken erzeugt

		
{

			
// Berechnet die Koordinaten der Ecken des regelmäszigen Vielecks

			
double
 
centralAngle
 
=
 
2
 
*
 
(
q
 
*
 
i
 
+
 
j
)
 
*
 
Math
.
PI
 
/
 
p
 
+
 
angle
;
 
// Berechnet den Mittelpunktswinkel

			
regularPolygon
[
i
]
 
=
 
new
 
PointF
((
float
)
 
(
circumRadius
 
*
 
Math
.
Cos
(
centralAngle
)),
 
(
float
)
 
(
circumRadius
 
*
 
Math
.
Sin
(
centralAngle
)));
 
// Erzeugt eine Ecke mit den Koordinaten

		
}

		
graphics
.
FillPolygon
(
new
 
SolidBrush
(
blue
),
 
regularPolygon
);
 
// Füllt das regelmäszige Sternpolygon mit einer Farbe

	
}

	
if
 
(
drawRadiuses
)
 
// Wenn CheckBox gesetzt, dann Radien zeichnen

	
{

		
for
 
(
int
 
j
 
=
 
0
;
 
j
 
<
 
gcd
;
 
j
++
)
 
// for-Schleife mit Index j, die Sternpolygone durchläuft

		
{

			
for
 
(
int
 
i
 
=
 
0
;
 
i
 
<
 
starPolygonCount
;
 
i
++
)
 
// for-Schleife mit Index i, bei jedem Durchlauf wird jeweils 1 Umkreisradius und 1 Inkreisradius gezeichnet

			
{

				
double
 
centralAngle
 
=
 
2
 
*
 
(
q
 
*
 
i
 
+
 
j
)
 
*
 
Math
.
PI
 
/
 
p
 
+
 
angle
;
 
// Berechnet den Mittelpunktswinkel

				
graphics
.
DrawLine
(
new
 
Pen
(
white
),
 
0
,
 
0
,
 
(
float
)
 
(
circumRadius
 
*
 
Math
.
Cos
(
centralAngle
)),
 
(
float
)
 
(
circumRadius
 
*
 
Math
.
Sin
(
centralAngle
)));
 
// Zeichnet den Umkreisradius

				
float
 
inradius
 
=
 
(
float
)
 
(
circumRadius
 
*
 
Math
.
Cos
(
q
 
*
 
Math
.
PI
 
/
 
p
));
 
// Berechnet den Inkreisradius

				
centralAngle
 
=
 
(
2
 
*
 
(
q
 
*
 
i
 
+
 
j
)
 
+
 
1
)
 
*
 
Math
.
PI
 
/
 
p
 
+
 
angle
;
 
// Berechnet den Mittelpunktswinkel

				
graphics
.
DrawLine
(
new
 
Pen
(
white
),
 
0
,
 
0
,
 
(
float
)
 
(
inradius
 
*
 
Math
.
Cos
(
centralAngle
)),
 
(
float
)
 
(
inradius
 
*
 
Math
.
Sin
(
centralAngle
)));
 
// Zeichnet den Inkreisradius

			
}

		
}

	
}

	
if
 
(
drawCircles
)
 
// Wenn CheckBox gesetzt, dann Umkreis und Inkreis zeichnen

	
{

		
graphics
.
DrawEllipse
(
new
 
Pen
(
black
),
 
-
circumRadius
,
 
-
circumRadius
,
 
2
 
*
 
circumRadius
,
 
2
 
*
 
circumRadius
);
 
// Zeichnet den Umkreis

		
float
 
inradius
 
=
 
(
float
)
 
(
circumRadius
 
*
 
Math
.
Cos
(
q
 
*
 
Math
.
PI
 
/
 
p
));
 
// Berechnet den Inkreisradius

		
graphics
.
DrawEllipse
(
new
 
Pen
(
black
),
 
-
inradius
,
 
-
inradius
,
 
2
 
*
 
inradius
,
 
2
 
*
 
inradius
);
 
// Zeichnet den Inkreis

	
}

}

```